# Liste von Schriftstellern der DDR
Diese Liste enthält Autoren von belletristischer Literatur in der DDR.

## Übersicht
Es gab etwa 1000 Autoren, die in der DDR mindestens ein belletristisches Werk veröffentlichten. Die meisten von ihnen waren im Schriftstellerverband der DDR (vorher Deutscher Schriftstellerverband) organisiert.

## Alphabetische Liste

### A
- Peter Abraham (1936–2015), Schriftsteller
- Alexander Abusch (1902–1982), Schriftsteller
- Egon Aderhold (1929–2011), Schriftsteller
- Gerd Adloff (* 1952), Schriftsteller, Fotograf
- Erwin F. B. Albrecht (1897–1971), Satiriker, Humorist, Romancier
- Wolfgang Altenburger (1931–2008), Comic-Autor und Redakteur
- Edith Anderson (1915–1999), Schriftstellerin
- Sascha Anderson (* 1953), Schriftsteller
- Eberhardt del’Antonio (1926–1997), Schriftsteller
- Gunter Antrak (* 1941), Schriftsteller, Kabarettist
- Bruno Apitz (1900–1979), Schriftsteller
- Renate Apitz (1939–2008), Schriftstellerin
- Ingeborg Arlt (* 1949), Schriftstellerin
- Peter Arlt (* 1943), Schriftsteller, Kunstwissenschaftler, Kunstkritiker, Publizist
- Wolf-Rüdiger Arnold, auch Wolf Arnold (* 1939), Schriftsteller
- Annemarie Auer (1913–2002), Schriftstellerin

### B
- Michael Baade (* 1944), Schriftsteller
- Erwin Johannes Bach (1897–1961), Musikwissenschaftler, Komponist und Schriftsteller
- Hans Bach (* 1940), Schriftsteller
- Jens Bahre (1945–2007), Schriftsteller
- Helmut Baierl (1926–2005), Schriftsteller
- Bärbel Balke (* 1947), Schriftstellerin
- Kurt Herwarth Ball (1903–1977), Schriftsteller
- Horst Bark (1928–2013), Schriftsteller, Maler
- Kurt Barthel (KuBa; 1914–1967), Schriftsteller
- Kurt Bartsch (1937–2010), Lyriker, Dramatiker und Prosa-Autor
- Rudolf Bartsch (1929–1981), Schriftsteller
- Wilhelm Bartsch (* 1950), Schriftsteller
- Walter Basan (1920–1999), Schriftsteller und Hörspielautor
- Horst Bastian (1939–1986), Schriftsteller und Drehbuchautor
- Wolfgang Bator (* 1927), Schriftsteller und Botschafter
- Kurt Batt (1931–1975), Literaturwissenschaftler und Lektor
- Werner Bauer  (1925–1994), Schriftsteller und Dramatiker
- Walter Baumert (1929–2016), Schriftsteller und Drehbuchautor
- Johannes R. Becher (1891–1958), Schriftsteller, Kulturminister
- Lilly Becher (1901–1978), Schriftstellerin und Publizistin
- Jurek Becker (1937–1997), Schriftsteller
- Dietmar Beetz (* 1939), Schriftsteller
- Gerhard Bengsch (1928–2004), Schriftsteller und Drehbuchautor
- Hans Bentzien (1927–2015), Schriftsteller und Politiker
- Rudi Benzien (1936–2018), Schriftsteller
- Friedemann Berger (1940–2009), Schriftsteller
- Karl Heinz Berger (1928–1994), Schriftsteller
- Uwe Berger (1928–2014), Lyriker, Essayist, Erzähler
- Wilfried Bergholz (* 1953), Journalist, Kinderpsychologe, Drehbuchautor, Schriftsteller und Sachbuchautor
- Edith Bergner (1917–1998), Schriftstellerin
- Ulrich Berkes (1936–2022), Lyriker, Erzähler
- Reinhard Bernhof (* 1940), Schriftsteller
- Werner Bernreuther (1941–2024), Schriftsteller
- Gabriele Berthel (* 1948), Schriftstellerin und Collagistin
- Horst Beseler (1925–2020), Schriftsteller
- Klaus Beuchler (1926–1992), Schriftsteller
- Helmut Bez (1930–2019), Schriftsteller und Dramatiker
- Gerd Bieker (1937–2022), Schriftsteller
- Peter Biele (1931–2021), Schauspieler, Schriftsteller, Hörspielautor und -sprecher
- Manfred Bieler (1934–2002), Schriftsteller
- Wolf Biermann (* 1936), Liedermacher
- Hartmut Biewald (* 1943), Schriftsteller
- Kurt Biesalski (1935–2022), Schriftsteller
- Brigitte Birnbaum (1938–2024), Schriftstellerin
- Matthias Biskupek (1950–2021), Schriftsteller, Publizist, Literaturkritiker
- Manfred Blechschmidt (1923–2015), erzgebirgischer Heimat- und Mundartschriftsteller
- Johannes Bobrowski (1917–1965), Lyriker
- Manfred Boden (* 1938), Schriftsteller und Lehrer
- Karl Ewald Böhm (1913–1977), Schriftsteller
- Rudolf Böhm (1917 – nach 1976), insbesondere Drehbuchautor
- Thomas Böhme (* 1955), Schriftsteller
- Otto Bonhoff (1931–2001), Schriftsteller
- Jürgen Borchert (1941–2000), Schriftsteller, Publizist und Fotograf
- Inge Borde-Klein (1917–2006), Puppenspielerin und Autorin
- Klaus Bourquain (1938–2023), Schriftsteller
- Arwed Bouvier (1936–2012), Schriftsteller
- Günther Brandenburger (1921–1996), Schriftsteller
- Gerhard Branstner (1927–2008), Schriftsteller
- Günter Braun (1928–2008), Schriftsteller
- Johanna Braun (1929–2008), Schriftstellerin
- Volker Braun (* 1939), Schriftsteller, Dramatiker
- Thomas Brasch (1945–2001), Schriftsteller
- Werner Bräunig (1934–1976), Schriftsteller
- Bertolt Brecht (1898–1956), Schriftsteller, Dramatiker, Lyriker
- Willi Bredel (1901–1964), Schriftsteller
- Wolf D. Brennecke (1922–2002), Schriftsteller
- Jurij Brězan (1916–2006), Schriftsteller
- Jürgen Brinkmann (1934–1997); Pseudonyme Paul Evertier, Arne Sjöberg
- Peter Brock (1916–1982), Schriftsteller
- Herbert Bruna (1926–2013), Schriftsteller
- Elfriede Brüning (1910–2014), Schriftstellerin
- Marianne Bruns (1897–1994), Schriftstellerin
- Günter de Bruyn (1926–2020), Schriftsteller und Essayist
- Wolfgang Buschmann (* 1943), Schriftsteller

### C
- Richard Christ (1931–2013), Schriftsteller
- Hanns Cibulka (1920–2004), Lyriker
- Andreas Ciesielski (1945–2010), Schriftsteller, Verleger
- Walter Conrad (1922–2006), Schriftsteller, Fachbuchautor und Erzähler
- Heinz Czechowski (1935–2009), Schriftsteller, Lyriker
- Horst Czerny (1926–1996), Schriftsteller
- Rudi Czerwenka (1927–2017), Schriftsteller
- Walter Czollek (1907–1972), Leiter des Verlages Volk und Welt

### D
- Gerhard Dahne (* 1934), Verleger
- Gerhard Dallmann (1926–2022), Schriftsteller
- Hans-Peter David (1949–1991)
- Kurt David (1924–1994), Schriftsteller
- Wolfgang David (* 1948), Schriftsteller
- Günther Deicke (1922–2006), Schriftsteller, Lyriker
- Gerhard Desczyk (1899–1983), Schriftsteller, Herausgeber, Lektor
- Sieglinde Dick (1943–2003), Schriftstellerin
- Ottokar Domma, Pseudonym von Otto Häuser
- Kurt Drawert (* 1956), Schriftsteller
- Peter Drescher (1946–2021), Schriftsteller
- Peter Droß, Pseudonym von Otto Bernhard Wendler
- Sibylle Durian (* 1946), Schriftstellerin
- Wolf Durian (1892–1969), Schriftsteller, Journalist und Übersetzer
- Benedikt Dyrlich (* 1950), Schriftsteller

### E
- Volker Ebersbach (* 1942), Schriftsteller
- Ines Eck (* 1956), Schriftstellerin, Grafikerin und Fluxuskünstlerin
- Gabriele Eckart (* 1954), Lyrikerin und Schriftstellerin
- Wolfgang Eckert (* 1935), Schriftsteller
- Gerd Eggers (1945–2018), Lyriker
- Wally Eichhorn-Nelson (1896–1986), Schriftstellerin
- Jan Eik (* 1940), Schriftsteller und Sachbuchautor, Pseudonym von Helmut Eikermann
- Paul Elgers (1915–1995), Schriftsteller und Lektor
- Otto Emersleben (* 1940), Schriftsteller
- Harri Engelmann (* 1947), Schriftsteller
- Adolf Endler (1930–2009), Lyriker
- Elke Erb (1938–2024), Schriftstellerin und Übersetzerin
- Roland Erb (* 1943), Schriftsteller
- Fritz Erpenbeck (1897–1975), Schriftsteller, Publizist
- Paul Evertier, Pseudonym von Jürgen Brinkmann

### F
- Jan Faktor (* 1951), Schriftsteller und Übersetzer
- Günther Feustel (1924–2011), Schriftsteller
- Ingeborg Feustel (1926–1998), Schriftstellerin
- Christamaria Fiedler (* 1945), Schriftstellerin
- Herta Fischer (1915–1993), Schriftstellerin
- Walter Flegel (1934–2011), Schriftsteller
- Hilde Flex (1921–1998), Schriftstellerin
- Jan Flieger (* 1941), Schriftsteller
- Rolf Floß (* 1936), Schriftsteller
- Albrecht Franke (* 1950), Schriftsteller
- Michael Franz (* 1937), Philosoph und Lyriker
- Franz Freitag (1925–1988), Schriftsteller und Dramatiker
- Rosemarie Fret (* 1935), Schriftstellerin und Fotografin
- Herbert Friedrich (* 1926), Schriftsteller
- Fritz Rudolf Fries (1935–2014), Schriftsteller und Übersetzer
- Michael G. Fritz (* 1953), Schriftsteller
- Ulrich Frohriep (* 1943), Schriftsteller
- Klaus Frühauf (1933–2005), Schriftsteller
- Jürgen Fuchs (1950–1999), Schriftsteller
- Franz Fühmann (1922–1984), Schriftsteller
- Rainer Fuhrmann (1940–1990), Schriftsteller
- Wolfgang Funke (1937–2009), Schriftsteller
- Louis Fürnberg (1909–1957), Schriftsteller

### G
- Gabriele Gabriel (* 1946), Schriftstellerin
- Anne Geelhaar (1914–1998), Schriftstellerin
- Klaus Gerisch (* 1936), Schriftsteller, Kabarettleiter
- Harry Gerlach (1927–1995), Schriftsteller
- Rolf Gerlach (* 1935), Theologe, Schriftsteller
- Jost Glase (1936–1990), Schriftsteller, Hochschullehrer
- Gotthold Gloger (1924–2001), Schriftsteller, Maler
- Werner Gnüchtel (1924–2019), Schriftsteller
- Mario Göpfert (* 1957), Schriftsteller
- Günter Görlich (1928–2010), Schriftsteller
- Adolf Görtz (* 1920), Schriftsteller
- Walter Gorrish (1909–1981), Schriftsteller
- Peter Gosse (* 1938), Lyriker, Schriftsteller
- Otto Gotsche (1904–1985), Schriftsteller
- Hasso Grabner (1911–1976), Schriftsteller
- Sigrid Grabner (* 1942), Schriftstellerin
- Christa Grasmeyer (* 1935), Schriftstellerin
- Charlotte Grasnick (1939–2009), Lyrikerin
- Ulrich Grasnick (* 1938), Lyriker
- Herbert Greiner-Mai (1927–1989), Schriftsteller
- Uwe Greßmann (1933–1969), Lyriker, Schriftsteller
- Emil Rudolf Greulich (1909–2005), Schriftsteller
- Ruth Greuner (* 1931), Schriftstellerin
- Jürgen Groß (* 1946), Dramaturg, Theaterregisseur und Dramatiker
- Christiane Grosz (1944–2021), Schriftstellerin und Lyrikerin
- Egon Günther (1927–2017), Schriftsteller, Filmregisseur

### H
- Peter Hacks (1928–2003), Lyriker, Dramatiker
- Brigitte Hähnel (1943–2013), Hörspiel- und Featureautorin
- Gino Hahnemann (1946–2006), Schriftsteller, Architekt und Künstler
- Gerhard Hardel (1912–1984), Schriftsteller
- Lilo Hardel (1914–1999), Schriftstellerin
- Irma Harder (1915–2008), Schriftstellerin
- Gerhard Harkenthal (1914–1985), Schriftsteller, Jurist
- Friedel Hart (1913–1977), Schriftsteller
- Elisabeth Hartenstein (1900–1994), Schriftstellerin
- Theo Harych (1903–1958), Schriftsteller
- Elisabeth Hauptmann (1897–1973), Schriftstellerin
- Jochen Hauser (* 1941), Schriftsteller, Drehbuchautor
- Otto Häuser (Ottokar Domma; 1924–2007), Schriftsteller
- Christian Heermann (1936–2017), Karl-May-Forscher, Schriftsteller und Publizist
- Werner Heiduczek (1926–2019), Schriftsteller
- Christoph Hein (* 1944), Schriftsteller
- Helmut T. Heinrich (1933–2017), Schriftsteller und Übersetzer
- Wolfgang Held (1930–2014), Schriftsteller, Drehbuchautor
- Gisela Heller (1929–2025), Schriftstellerin, Journalistin und Redakteurin
- Johannes Helm (* 1927), Psychologe, Schriftsteller, Maler
- Kerstin Hensel (* 1961), Schriftstellerin, Dozentin
- Sibylle Hentschel (* 1938), Schriftstellerin
- Stephan Hermlin (1915–1997), Schriftsteller
- Annemarie Herold (Heide Wendland; * 1924), Schriftstellerin
- Gottfried Herold (1929–2019), Schriftsteller
- Klaus Herrmann (1903–1972), Schriftsteller
- Gabriele Herzog (* 1948), Schriftstellerin, Hörspiel- und Drehbuchautorin
- Heinz Heydecke (1931–1985), Schriftsteller
- Stefan Heym (1913–2001), Schriftsteller
- Helma Heymann (* 1937), Schriftstellerin
- Isolde Heyne (1931–2009), Schriftstellerin
- Walter Heynowski (1927–2024), Drehbuchautor, Regisseur
- Wolfgang Hilbig (1941–2007), Schriftsteller
- August Hild (1894–1982), Schriftsteller
- Otto Hildebrandt (1924–2015), Schriftsteller
- Eberhard Hilscher (1927–2005), Schriftsteller
- Günter Hofé (1914–1988), Schriftsteller
- Gerald Höfer (* 1960), Lyriker, Prosaist und Herausgeber
- Johanna Hoffmann (1930–2015), Schriftstellerin
- Rainer Hohberg (* 1952), Schriftsteller und Hörspielautor
- Renate Holland-Moritz (1935–2017), Schriftstellerin, Journalistin, Filmkritikerin
- Gerhard Holtz-Baumert (1927–1996), Schriftsteller
- Bodo Homberg (1926–2018), Schriftsteller
- Barbara Honigmann (* 1949), Schriftstellerin
- Peter Huchel (1903–1981), Lyriker, Redakteur
- Kurt Huhn (1902–1976), Schriftsteller, Publizist, Lyriker, Liedtexter
- Kristian Humbsch (* 1942), Schriftsteller und Sachbuchautor
- Hannes Hüttner (1932–2014), Arzt und Schriftsteller

### I
- Anneliese Ichenhäuser
- Jayne-Ann Igel (* 1954), Lyrikerin
- Walter Illing (1908–?), Jugendbuchautor
- Dorothea Iser (* 1946), Schriftstellerin

### J
- Horst Jäger (1928–2009), Schriftsteller
- Karl-Heinz Jakobs (1929–2015), Schriftsteller
- Peter Jakubeit (1939–2018), Schriftsteller
- Jürgen Jankofsky (* 1953), Schriftsteller
- Manfred Jendryschik (1943–2025), Schriftsteller
- Bernd Jentzsch (* 1940), Lyriker
- Reinhard Jirgl (* 1953), Schriftsteller
- Christa Johannsen (1914–1981), Schriftstellerin
- Wolfgang Joho (1908–1991), Schriftsteller
- Peter Jokostra (1912–2007), Schriftsteller, Literaturkritiker

### K
- Gabriele Kachold (Stötzer) (* 1953), Schriftstellerin
- Heinz Kahlau (1931–2012), Lyriker
- Heinz Kahlow (1924–2015), Schriftsteller und Dichter
- Kim   Kai, Pseudonym von Sibylle Durian
- Dieter Kalka (* 1957), Lyriker und Schriftsteller
- Heinz Kamnitzer (1917–2001), Schriftsteller und Historiker
- Hermann Kant (1926–2016), Schriftsteller
- Uwe Kant (* 1936), Schriftsteller
- Adel Karasholi (* 1936), Schriftsteller
- Gisela Karau (1932–2010), Schriftstellerin und Journalistin
- Günter Karau (1929–1986), Schriftsteller und Drehbuchautor
- Peter Kast (1894–1959), Schriftsteller und Journalist
- Walter Kaufmann (1924–2021), Schriftsteller
- Kurt Kauter (1913–2002), Schriftsteller
- Bernhard Kellermann (1879–1951), Schriftsteller
- Wolfgang Kellner (1928–2014), Schriftsteller
- Rainer Kerndl (1928–2018), Schriftsteller, Journalist
- Wolfgang Kienast (1939–2006), Schriftsteller
- Heinar Kipphardt (1922–1982), Schriftsteller, Dramatiker
- Rainer Kirsch (1934–2015), Schriftsteller und Dichter
- Sarah Kirsch (1935–2013), Lyrikerin und Schriftstellerin
- Wulf Kirsten (1934–2022), Lyriker und Schriftsteller
- Edith Klatt (1895–1971), Schriftstellerin
- Lis Kleeberg (1916–2019), Schriftstellerin
- Eduard Klein (1923–1999), Schriftsteller
- Lene Klein (1912–unbekannt), Schriftstellerin
- Rosel Klein (1926–2017), Schriftstellerin
- Walter Klein (1917–1987), Schriftsteller
- Horst Kleineidam (* 1932), Dramatiker
- Heinz Klemm (1915–1970), Schriftsteller
- Henry-Martin Klemt (* 1960), Schriftsteller, Lyriker, Journalist
- Rainer Klis (1955–2017), Schriftsteller
- Hanna Klose-Greger (1892–1973), Malerin, Grafikerin, Schriftstellerin
- Roland Kluge (* 1944), Schriftsteller
- Joachim Knauth (1931–2019), Dramatiker, Hörspielautor und Übersetzer
- Ralph Knebel (1935–1990), Schriftsteller
- Jurij Koch (* 1936), Schriftsteller
- Jürgen Köditz (* 1939), Schriftsteller
- Erich Köhler (1928–2003), Schriftsteller, Philosoph
- Wolfgang Kohlhaase (1931–2022), Schriftsteller, Drehbuchautor, Regisseur
- Florian Kokot (1945–2016), Schriftsteller
- Helmut Komp (1930–2016), Autor und Übersetzer aus dem Litauischen
- Helga Königsdorf (1938–2014), Schriftstellerin
- Alfred Könner (1921–2008), Verlagslektor, Schriftsteller
- Jan Koplowitz (1909–2001), Schriftsteller
- Harald Korall (1932–2017), Verlagslektor, Schriftsteller, Herausgeber
- Ilse Korn (1907–1975), Schriftstellerin
- Vilmos Korn (1899–1970), Schriftsteller, Politiker
- Paul Körner-Schrader (Karl Schrader) (1900–1962)
- Christa Kożik (* 1941), Schriftstellerin, Filmszenaristin, Hörspielautorin
- Ruth Kraft (1920–2015), Schriftstellerin
- Barbara Krause (* 1939), Schriftstellerin
- Hanns Krause (1916–1994), Schriftsteller
- Ruth Krenn (1909–1997), Schriftstellerin
- Erich Kriemer (1926–1998), Schriftsteller
- Alexander Kröger, Pseudonym von Helmut Routschek
- Rolf Krohn (* 1949), Schriftsteller
- Renate Krüger (1934–2016), Kunsthistorikerin, Schriftstellerin, Publizistin
- Eckart Krumbholz (1937–1994), Schriftsteller, Herausgeber.
- Günther Krupkat (1905–1990), Schriftsteller
- Heinz Kruschel (1929–2011), Schriftsteller
- Karsten Kruschel (* 1959), Schriftsteller und Publizist
- Manfred Kubowsky (* 1939), Schriftsteller, Maler
- Claus Küchenmeister (1930–2014), Schriftsteller
- Wera Küchenmeister (1929–2013), Schriftstellerin
- Barbara Kühl (* 1939), Schriftstellerin, Hörspielautorin
- Bodo Kühn (1912–2012), Schriftsteller
- Günter Kunert (1929–2019), Lyriker und Schriftsteller
- Manfred Künne (1931–1990), Schriftsteller
- Reiner Kunze (* 1933), Schriftsteller
- Joachim Kupsch (1926–2006), Schriftsteller, Drehbuchautor
- Alfred Kurella (1895–1975), Schriftsteller, Übersetzer, Kulturfunktionär
- Lothar Kusche (1929–2016), Schriftsteller, Feuilletonist, Satiriker

### L
- Joochen Laabs (* 1937), Schriftsteller
- Erwin Lademann (1923–2015), Schriftsteller und Journalist
- Hartmut Lange (* 1937), Schriftsteller
- Maria Langner (1901–1967), Schriftstellerin
- Hermann O. Lauterbach (1926–2015), Schriftsteller
- Willi Layh (1903–1977), Schulleiter, Schriftsteller, Liedtexter
- Jürgen Lehmann (* 1934), Schriftsteller
- Alfred Leman (1925–2015), Schriftsteller und Wissenschaftler
- Jürgen Lenz (1916–1990), Schriftsteller
- Jürgen Leskien (* 1939), Schriftsteller, Dramaturg
- Klaus Lettke (* 1938), Lyriker, Satiriker
- Waldtraut Lewin (1937–2017), Schriftstellerin
- Wolfgang Licht (1928–2019), Schriftsteller, Arzt
- Werner Liersch (1932–2014), Schriftsteller, Journalist, Literaturwissenschaftler
- Werner Lindemann (1926–1993), Schriftsteller, Dichter
- Joachim Lindner (1924–2024), Schriftsteller
- Rainer Lindow (1942–2021), Schriftsteller, Regisseur und Maler
- Eva Lippold-Brockdorff (1909–1994), Schriftstellerin
- Erich Loest (1926–2013), Schriftsteller
- Günter Löffler (1921–2013), Schriftsteller und Übersetzer
- Kito Lorenc (1938–2017), sorbischer Schriftsteller, Lyriker, Übersetzer
- Peter Löw (* 1941), Schriftsteller
- Raja Lubinetzki (* 1962), Schriftstellerin, Lyrikerin
- Hans-Ulrich Lüdemann (1943–2019), Schriftsteller
- Lori Ludwig (1924–1986), Schriftstellerin
- Thomas Luthardt (* 1950), Lyriker, Schriftsteller, Arzt

### M
- Siegfried Maaß (* 1936), Schriftsteller
- Hasso Mager (1920–1995), Schriftsteller
- Günter Josef Mai (1923–1963), Schriftsteller
- Lore Mallachow (1894–1973), Schriftstellerin
- Hans Marchwitza (1890–1965), Schriftsteller
- Miriam Margraf (* 1964), Schriftstellerin
- Monika Maron (* 1941), Schriftstellerin
- Brigitte Martin (* 1939), Schriftstellerin
- Horst Matthies (* 1939), Schriftsteller
- Georg Maurer (1907–1971), Schriftsteller
- Willi Meinck (1914–1993), Schriftsteller
- Gottfried Meinhold (* 1936), Schriftsteller und Sprachwissenschaftler
- Martin Meißner (* 1943), Schriftsteller
- Andreas Melzer (* 1960), Science-Fiction-Autor
- Kurt Menke (1921–1980), Schriftsteller
- Gerhard W. Menzel (1922–1980), Schriftsteller
- Detlef Merbd (1948–2019), Kabaretttexter und Schriftsteller
- Rolf Merckel (* 1929), Schriftsteller
- Fritz Meyer-Scharffenberg (1912–1975), Schriftsteller
- Karl Mickel (1935–2000), Schriftsteller
- Regine Möbius (* 1943), Schriftstellerin
- Klaus Möckel (* 1934), Schriftsteller
- Steffen Mohr (1942–2018), Schriftsteller
- Ingrid Möller (* 1934), Kunsthistorikerin und Schriftstellerin
- Irmtraud Morgner (1933–1990), Schriftstellerin
- Dieter Mucke (1936–2016), Dichter und Schriftsteller
- Herbert Mühlstädt (1919–1988), Dichter und Schriftsteller
- Armin Müller (1928–2005), Schriftsteller und Maler
- Heiner Müller (1929–1995), Dramatiker
- Inge Müller (1925–1966), Schriftstellerin
- Karl Mundstock (1915–2008), Schriftsteller

### N
- Herbert Nachbar (1930–1980), Schriftsteller
- Elke Nagel (* 1938), Schriftstellerin
- Hans Joachim Nauschütz (1940–2003), Schriftsteller und Publizist
- Horst Neubert (1932–2015), Kinderbuchautor
- Barbara Neuhaus (1924–2007), Schriftstellerin und Hörspielautorin
- Wolfgang Neuhaus (1929 – 1966), Schriftsteller
- Gerhard Neumann (1930–2002), Schriftsteller
- Gert Neumann (* 1942), Schriftsteller
- Karl Neumann (1916–1985), Schriftsteller
- Margarete Neumann (1917–2002), Schriftstellerin
- Lonny Neumann (* 1934), Schriftstellerin
- Erik Neutsch (1931–2013), Schriftsteller
- Walter Nichelmann (1911–1992), Schriftsteller
- Dieter Noll (1927–2008), Schriftsteller
- Helga M. Novak (1935–2013), Lyrikerin und Schriftstellerin
- Joachim Nowotny (1933–2014), Schriftsteller

### O
- Herbert Otto (1925–2003), Schriftsteller
- Karl Otto (1902–1978), Lyriker
- Detlef Opitz (* 1956), Schriftsteller

### P
- Elifius Paffrath (1942–2016), Dramatiker und Hörspielautor
- Eberhard Panitz (1932–2021), Lektor, Schriftsteller, Drehbuch- und Hörspielautor
- Bert Papenfuß-Gorek (1956–2023), Lyriker
- Kristian Pech (* 1946), Schriftsteller
- Jochen Petersdorf (1934–2008), Satiriker
- Hans Pfeiffer (1925–1998), Schriftsteller
- Siegfried Pitschmann (1930–2002), Schriftsteller
- Ulrich Plenzdorf (1934–2007), Schriftsteller, Dramatiker
- Benno Pludra (1925–2014), Schriftsteller
- Doris Pollatschek (1928–2002), Schriftstellerin, Künstlerin
- Walther Pollatschek (1901–1975), Schriftsteller
- Helmut Preißler (1940–2010), Lyriker, Schriftsteller und Nachdichter
- Gunter Preuß (1940–2025), Schriftsteller
- Anneliese Probst (1926–2011), Schriftstellerin
- Gert Prokop (1932–1994), Schriftsteller
- Walter Püschel (1927–2005), Schriftsteller
- Reiner Putzger (* 1940), Schriftsteller und Sprecherzieher

### Q
- Frank Quilitzsch (* 1957), Journalist, Schriftsteller

### R
- Utz Rachowski (* 1954), Schriftsteller
- Heiner Rank (1931–2014), Schriftsteller
- Carlos Rasch (1932–2021), Schriftsteller
- Lutz Rathenow (* 1952), Lyriker und Schriftsteller
- Andreas Reimann (* 1946), Lyriker
- Brigitte Reimann (1933–1973), Schriftstellerin
- Annemarie Reinhard (1921–1976), Schriftstellerin
- Werner Reinowski (1908–1987), Schriftsteller
- Axel Reitel (* 1961), Schriftsteller und Lyriker
- Martin Remané (1901–1995), Lyriker, Nachdichter und Übersetzer
- Ludwig Renn (1889–1979), Schriftsteller
- Jürgen Rennert (* 1943), Lyriker und Schriftsteller
- Egon Richter (1932–2016), Schriftsteller
- Götz R. Richter (1923–2016), Schriftsteller
- Helmut Richter (1933–2019), Lyriker, Schriftsteller und Textdichter
- Manfred Richter (1929–2023), Schriftsteller, Drehbuchautor und Dramaturg
- Otto Riedel (1908–1983), Theologe, Schriftsteller und Lyriker
- Jürgen Ritschel (* 1943), Schriftsteller
- Karl Heinz Robrahn (1913–1987), Lyriker
- Fred Rodrian (1926–1985), Schriftsteller
- Ernst Röhl (1937–2015), Satiriker
- Thomas Rosenlöcher (1947–2022), Schriftsteller, Lyriker und Essayist
- Günther Rücker (1924–2008), Schriftsteller und Dramatiker

### S
- Günter Saalmann (1936–2024), Schriftsteller und Musiker
- Helmut Sakowski (1924–2005), Schriftsteller
- Horst Salomon (1929–1972), Schriftsteller und Drehbuchautor
- Wolfgang Sämann (* 1940), Schriftsteller
- Erich-Günther Sasse (1944–2016), Schriftsteller
- Hans Joachim Schädlich (* 1935), Schriftsteller
- Paul Kanut Schäfer (1922–2016), Schriftsteller
- Herbert Schauer (1924–1988), Schriftsteller, Drehbuchautor und Journalist
- Rainer Schedlinski (1956–2019), Lyriker und Essayist
- Ronald M. Schernikau (1960–1991), Schriftsteller
- Landolf Scherzer (* 1941), Schriftsteller
- Holda Schiller (1923–2015), Schriftstellerin
- Bernd Schirmer (* 1940), Schriftsteller
- Karl Heinz Schleinitz (1921–2019), Schriftsteller
- Klaus Schlesinger (1937–2001), Schriftsteller, Journalist
- Jutta Schlott (1944–2024), Schriftstellerin, Hörspielautorin, Dramaturgin
- Egon Schmidt (1927–1983), Schriftsteller
- Hanns H. F. Schmidt (1937–2019), Schriftsteller
- Kathrin Schmidt (* 1958), Schriftstellerin
- Werner Schmoll, Jean Taureau (1926–1998), Schriftsteller
- Rolf Schneider (* 1932), Schriftsteller
- Stefan Schoblocher (1937–2020), Schriftsteller
- Sigmar Schollak (1930–2012), Journalist, Kinderbuchautor und Aphoristiker
- Wolfgang Schreyer (1927–2017), Schriftsteller, Drehbuchautor
- Helga Schubert (* 1940), Schriftstellerin, Hörspielautorin
- Rosemarie Schuder (1928–2018), Schriftstellerin
- Bodo Schulenburg (1934–2022), Schriftsteller
- Helmut H. Schulz (1931–2022), Schriftsteller
- Max Walter Schulz (1921–1991), Schriftsteller
- Elisabeth Schulz-Semrau (1931–2015), Schriftstellerin
- Tine Schulze-Gerlach (1920–2011), Schriftstellerin
- Hildegard Schumacher (1925–2003), Schriftstellerin
- Siegfried Schumacher (1926–2018), Schriftsteller
- Helga Schütz (* 1937), Schriftstellerin
- Manfred Schütz (* 1933), Schriftsteller und Buchgestalter
- Stefan Schütz (1944–2022), Schriftsteller, Schauspieler und Dramaturg
- Herbert Scurla (1905–1981)
- Peter Sebald (1934–2018), Historiker
- Bernhard Seeger (1927–1999), Schriftsteller
- Anna Seghers (1900–1983), Schriftstellerin
- Maria Seidemann (1944–2010), Schriftstellerin, Drehbuchautorin, Hörspielautorin
- Martin Selber (1924–2006), Schriftsteller
- Fritz Selbmann (1899–1975), Schriftsteller, Minister, Funktionär
- Ann-Charlott Settgast (1921–1988), Schriftstellerin
- Karl Sewart (1933–2019), Schriftsteller
- Joachim Seyppel (1919–2012), Schriftsteller
- Hans Siebe (1919–2001), Schriftsteller
- Erik Simon (* 1950), Schriftsteller, Herausgeber und Übersetzer
- Arne Sjöberg, Pseudonym von Jürgen Brinkmann
- Hans Skirecki (1935–2016), Schriftsteller und Übersetzer
- Joachim Specht (1931–2016), Schriftsteller
- Waldemar Spender (1931–1998), Schriftsteller
- Wolf Spillner (1936–2021), Schriftsteller
- Günter Spranger (1921–1992), Schriftsteller
- Angela Stachowa (1948–2022), Schriftstellerin und Politikerin
- Martin Stade (1931–2018), Schriftsteller
- John Stave (1929–1993), Schriftsteller und Satiriker
- Werner Steinberg (1913–1992), Schriftsteller
- Gisela Steineckert (* 1931), Schriftstellerin, Liedtexterin
- Hans-Jürgen Steinmann (1929–2008), Schriftsteller
- Angela Steinmüller (* 1941), Schriftstellerin
- Karlheinz Steinmüller (* 1950), Schriftsteller und Zukunftsforscher
- Gabriele Stötzer (Gabriele Kachold)
- Armin Stolper (1934–2020), Schriftsteller, Dramatiker, Dramaturg
- Rudi Strahl (1931–2001), Dramatiker, Erzähler und Lyriker
- Manfred Streubel (1932–1992), Lyriker, Kinderbuchschriftsteller
- Erwin Strittmatter (1912–1994), Schriftsteller
- Eva Strittmatter (1930–2011), Lyrikerin
- Ed Stuhler (1945–2018), Publizist, Text- und Buchautor
- Michael Szameit (1950–2014), SF-Schriftsteller und Herausgeber

### T
- Günter Teske (* 1933), Radsportler, Journalist und Schriftsteller
- Bruno Theek (1891–1990), Schriftsteller
- Harry Thürk (1927–2005), Schriftsteller
- Brigitte Thurm (1932–2020), Schriftstellerin, Theaterwissenschaftlerin und Kulturfunktionärin
- Werner Toelcke (1930–2017), Schriftsteller, Drehbuchautor und Schauspieler
- Frank Töppe (1947–1997), Grafiker und Schriftsteller
- B. K. Tragelehn (* 1936), Schriftsteller und Regisseur
- Wolfgang Trampe (1939–2025), Schriftsteller
- Ludwig Turek (1898–1975), Schriftsteller
- Kurt Türke (1920–1984), Schriftsteller
- Karl-Heinz Tuschel (1928–2005), Schriftsteller

### U
- Bodo Uhse (1904–1963), Schriftsteller
- Wilhelm Otto Ullmann (1887–nach 1959), Schriftsteller
- Gottfried Unterdörfer (1921–1992), Schriftsteller

### V
- Karl Veken (1904–1971), Schriftsteller
- Martin Viertel (1925–2005), Schriftsteller
- Benno Voelkner (1900–1974), Schriftsteller
- Hertha Vogel-Voll (1898–1975), Schriftstellerin
- Christiane Vogel (1926–2006), Schriftstellerin
- Gerhard Vogel (1921–2012), Schriftsteller
- Ulrich Völkel (* 1940), Schriftsteller
- Winfried Völlger (* 1947), Schriftsteller

### W
- Joachim Walther (1943–2020), Schriftsteller
- Lothar Walsdorf (1951–2004), Schriftsteller
- Fred Wander (1917–2006), Schriftsteller
- Maxie Wander (1933–1977), Schriftstellerin
- Inge von Wangenheim (1912–1993), Schriftstellerin
- Alex Wedding (1905–1966), Kinderbuchautorin, Pseudonym von Grete Weiskopf
- Erich Weinert (1890–1953), Schriftsteller
- Manfred Weinert (1934–2012), Schriftsteller
- Günther Weisenborn (1902–1969), Schriftsteller
- Franz Carl Weiskopf (1900–1955), Schriftsteller
- Rudolf Weiss, auch Rudolf Weiß (1920–1974), Schriftsteller
- Wolf Weitbrecht (1920–1987), Schriftsteller und Arzt
- Ehm Welk (1884–1966), Pseudonym Thomas Trimm, Journalist, Schriftsteller, Volkshochschulgründer und Professor
- Alfred Wellm (1927–2001), Schriftsteller
- Liselotte Welskopf-Henrich (1901–1979), Schriftstellerin und Historikerin
- Heide Wendland, Pseudonym von Annemarie Herold
- Horst Ulrich Wendler (1926–2009), Dramatiker und Autor von Hörspielen und Fernsehspielen
- Otto Bernhard Wendler (1895–1958), auch OBW, Pseudonym Peter Droß, Pädagoge und Schriftsteller
- Albert Wendt (* 1948), Dramatiker, Hörspiel- und Kinderbuchautor
- Ernst Wenig (* 1944), Schauspieler, Schriftsteller, Hörspielautor und -sprecher
- Rudolf Wenk, anderer Name für Rudi Czerwenka
- Ruth Werner (1907–2000), Schriftstellerin, Agentin des sowjetischen Militärnachrichtendienstes GRU
- Walter Werner (1922–1995), Schriftsteller
- Harald Wessel (1930–2021), Journalist und Schriftsteller
- Frank Weymann (1948–1997), Schriftsteller
- Paul Wiens (1922–1982), Schriftsteller
- C. U. Wiesner (1933–2016), Schriftsteller
- Elke Willkomm, anderer Name für Elke Nagel
- Helmut Windisch (1925–2011), Theaterautor, -regisseur und künstlerischer Leiter
- Benito Wogatzki (1932–2016), Schriftsteller
- Christa Wolf (1929–2011), Schriftstellerin
- Friedrich Wolf (1888–1953), Arzt, Schriftsteller und Politiker
- Gerhard Wolf (1928–2023)
- Klaus-Martin Wolf (auch Klaus Wolf; 1935–2019), Schriftsteller
- Bernd Wolff (* 1939), Schriftsteller
- Christine Wolter (* 1939), Schriftstellerin
- Charlotte Worgitzky (1934–2018), Schriftstellerin
- Herbert Wotte (1909–1989), Schriftsteller
- Michael Wüstefeld (* 1951), Schriftsteller
- Erich Wustmann (1907–1994), Reiseschriftsteller

### Z
- Heinz Zache (* 1916), Schriftsteller
- Eduard Zak (1906–1979), Schriftsteller, Übersetzer und Kritiker
- Herbert Ziergiebel (1922–1988), Schriftsteller
- Heinz-Jürgen Zierke (1926–2015), Schriftsteller
- Max Zimmering (1909–1973), Schriftsteller
- Ingo Zimmermann (* 1940), Schriftsteller und Journalist
- Hedda Zinner (1905–1994), Schriftstellerin, Dramatikerin
- Dagmar Zipprich (* 1927), Schriftstellerin
- Arnold Zweig (1887–1968), Schriftsteller
- Gerhard Zwerenz (1925–2015), Schriftsteller

## Schriftstellerinnen
Die bekanntesten Schriftstellerinnen in der DDR waren Christa Wolf, Anna Seghers, Brigitte Reimann, Maxie Wander, Sarah Kirsch, Eva Strittmatter, Irmtraud Morgner, Inge Müller, sowie Monika Maron, Helga Königsdorf, Elke Erb, Helga Schubert, Helga Schütz, Hedda Zinner, die Liedtexterin Gisela Steineckert,  und die Kinder- und Jugendbuchautorinnen Liselotte Welskopf-Henrich, Christa Kożik, Anne Geelhaar, Ingeborg Feustel und Grete Weiskopf (Alex Wedding).

### Bis 1900
- Lore Mallachow (1894–1973), Schriftstellerin
- Edith Klatt (1895–1971), Schriftstellerin
- Wally Eichhorn-Nelson (1896–1986), Schriftstellerin
- Marianne Bruns (1897–1994), Schriftstellerin
- Anna Seghers (1900–1983), Schriftstellerin, Präsidentin des Schriftstellerverbandes
- Elisabeth Hartenstein (1900–1994), Schriftstellerin

### 1901–1910
- Lilly Becher (1901–1978), Schriftstellerin und Publizistin
- Liselotte Welskopf-Henrich (1901–1979), bekannte Jugendbuchautorin (Die Söhne der großen Bärin)
- Maria Langner (1901–1967), Schriftstellerin
- Theo Harych (1903–1958), Schriftsteller
- Grete Weiskopf (Alex Wedding; 1905–1966), Kinderbuchautorin
- Hedda Zinner (1905–1994), Schriftstellerin
- Ruth Werner (1907–2000), Schriftstellerin
- Ilse Korn (1907–1975), Schriftstellerin
- Ruth Krenn (1909–1997), Schriftstellerin
- Eva Lippold-Brockdorff (1909–1994), Schriftstellerin
- Elfriede Brüning (1910–2014), Schriftstellerin

### 1911–1920
- Inge von Wangenheim (1912–1993), Schriftstellerin
- Lene Klein (1912–?), Schriftstellerin
- Annemarie Auer (1913–2002), Schriftstellerin
- Anne Geelhaar (1914–1998), bekannte Kinderbuchautorin
- Lilo Hardel (1914–1999), Schriftstellerin
- Christa Johannsen (1914–1981), Schriftstellerin
- Herta Fischer (1915–1993), Schriftstellerin
- Edith Anderson (1915–1999), Schriftstellerin
- Irma Harder (1915–2008), Schriftstellerin
- Lis Kleeberg (1916–2019), Schriftstellerin
- Edith Bergner (1917–1998), Schriftstellerin
- Margarete Neumann (1917–2002), Schriftstellerin
- Inge Borde-Klein (1917–2006), Puppenspielerin und Autorin
- Ruth Kraft (1920–2015), Schriftstellerin
- Tine Schulze-Gerlach (1920–2011), Schriftstellerin

### 1921–1930
- Hilde Flex (1921–1998), Schriftstellerin
- Annemarie Reinhard (1921–1976)
- Ann-Charlott Settgast (1921–1988), Schriftstellerin
- Holda Schiller (1923–2015), Schriftstellerin
- Annemarie Herold (Heide Wendland; * 1924), Kinderbuchautorin
- Barbara Neuhaus (1924–2007), Schriftstellerin und Hörspielautorin
- Inge Müller (1925–1966), Schriftstellerin, Ehefrau von Heiner Müller
- Hildegard Schumacher (1925–2003), Schriftstellerin
- Ingeborg Feustel (1926–1998), bekannte Autorin von Kinderliteratur
- Rosel Klein (1926–2017), Schriftstellerin
- Dagmar Zipprich (* 1927), Schriftstellerin
- Rosemarie Schuder (1928–2018), Schriftstellerin
- Doris Pollatschek (1928–2002), Schriftstellerin, Künstlerin
- Wera Küchenmeister (1929–2013), Schriftstellerin
- Johanna Braun (1929–2008), Schriftstellerin
- Gisela Heller (1929–2025), Schriftstellerin, Journalistin und Redakteurin
- Christa Wolf (1929–2011), bekannte Schriftstellerin
- Eva Strittmatter (1930–2011), bekannte Lyrikerin
- Johanna Hoffmann (1930–2015), Schriftstellerin

### 1931–1940
- Ruth Greuner (* 1931), Schriftstellerin
- Isolde Heyne (1931–2009), Schriftstellerin
- Elisabeth Schulz-Semrau (1931–2015), Schriftstellerin
- Brigitte Thurm (1932–2020), Schriftstellerin, Theaterwissenschaftlerin und Kulturfunktionärin
- Gisela Steineckert (* 1931), Liedtexterin, Schriftstellerin
- Gisela Karau (1932–2010), Schriftstellerin und Journalistin
- Irmtraud Morgner (1933–1990), Schriftstellerin
- Brigitte Reimann (1933–1973), Schriftstellerin
- Maxie Wander (1933–1977), Schriftstellerin
- Lonny Neumann (* 1934), Schriftstellerin
- Charlotte Worgitzky (1934–2018), Schriftstellerin
- Sarah Kirsch (1935–2013), bekannte Lyrikerin
- Renate Holland-Moritz (1935–2017), bekannte Autorin, Publizistin, Filmkritikerin
- Helga M. Novak (1935–2013), Lyrikerin und Schriftstellerin
- Christa Grasmeyer (* 1935), Schriftstellerin
- Rosemarie Fret (* 1935), Schriftstellerin und Fotografin
- Helma Heymann (* 1937), Schriftstellerin
- Helga Schütz (* 1937), Schriftstellerin
- Waldtraut Lewin (1937–2017), Schriftstellerin
- Brigitte Birnbaum (1938–2024), Schriftstellerin
- Elke Erb (1938–2024), Schriftstellerin und Übersetzerin
- Helga Königsdorf (1938–2014), Schriftstellerin
- Sibylle Hentschel (* 1938), Schriftstellerin
- Elke Nagel (* 1938), Schriftstellerin
- Barbara Kühl (* 1939), Schriftstellerin, Hörspielautorin
- Brigitte Martin (* 1939), Schriftstellerin
- Charlotte Grasnick (1939–2009), Lyrikerin
- Barbara Krause (* 1939), Schriftstellerin
- Christine Wolter (* 1939), Schriftstellerin
- Helga Schubert (* 1940), Schriftstellerin

### 1941–1950
- Monika Maron (* 1941), Schriftstellerin
- Christa Kożik (* 1941), Schriftstellerin
- Angela Steinmüller (* 1941), Schriftstellerin
- Sigrid Grabner (* 1942), Schriftstellerin
- Sieglinde Dick (1943–2003), Schriftstellerin
- Regine Möbius (* 1943), Schriftstellerin
- Christiane Grosz (1944–2021), Schriftstellerin und Lyrikerin
- Jutta Schlott (1944–2024), Schriftstellerin, Hörspielautorin, Dramaturgin
- Christamaria Fiedler (* 1945), Schriftstellerin
- Gabriele Gabriel (* 1946), Schriftstellerin
- Sibylle Durian (* 1946), Schriftstellerin
- Dorothea Iser (* 1946), Schriftstellerin
- Gabriele Herzog (* 1948), Schriftstellerin, Hörspiel- und Drehbuchautorin
- Gabriele Berthel (* 1948), Schriftstellerin und Collagistin
- Angela Stachowa (1948–2022), Schriftstellerin und Politikerin
- Barbara Honigmann (* 1949), Schriftstellerin

### Seit 1951
- Gabriele Kachold(-Stötzer) (* 1953), Schriftstellerin
- Gabriele Eckart (* 1954), Lyrike
- Jayne-Ann Igel (* 1954), Lyrikerin
- Ines Eck (* 1956), Schriftstellerin, Grafikerin
- Elke Nagel (Elke Willkomm; * 1958), Schriftstellerin
- Kathrin Schmidt (* 1958), Schriftstellerin
- Kerstin Hensel (* 1961), Schriftstellerin, Dozentin
- Raja Lubinetzki (* 1962), Schriftstellerin, Lyrikerin
- Miriam Margraf (* 1964), Schriftstellerin

Weitere Schriftstellerinnen:
- Anneliese Ichenhäuser

## Mitgliedschaften und Herkünfte

### Mitgliedschaften in Parteien
Viele bekannte DDR-Schriftsteller waren zumindest zeitweise Mitglieder der SED, einige wurden später ausgeschlossen oder traten selber aus.
Zu den ehemaligen Mitgliedern gehörten
Christa Wolf, Gerhard Wolf, Heiner Müller, Ulrich Plenzdorf, Sarah Kirsch, Günter Kunert, Erich Loest, Jurek Becker und andere. Wolf Biermann war Kandidat der SED, wurde aber nicht als Mitglied aufgenommen. Daneben blieben viele Schriftsteller Mitglieder bis zu ihrem Lebensende oder mindestens bis 1989, darunter Anna Seghers,  Hermann Kant (zeitweise ZK-Mitglied), Erwin Strittmatter, Stephan Hermlin, und viele andere.
Franz Fühmann war Mitglied der NDPD und zeitweise dort Vorstandsmitglied.
Keiner Partei gehörten  Stefan Heym, Günther de Bruyn und Thomas Brasch an.

### Inoffizielle Mitarbeiter des Ministeriums für Staatssicherheit
Zahlreiche Schriftsteller waren als Inoffizielle Mitarbeiter für das Ministerium für Staatssicherheit der DDR tätig.
Besonders aktiv waren Sascha Anderson und Rainer Schedlinski, die die alternative Literaturszene im Prenzlauer Berg ausspionierten.
Zu weiteren fleißigen Informanten gehörten die Schriftsteller Paul Wiens (von dem über 1700 Blatt mit Berichten erhalten sind), Fritz Rudolf Fries, Jan Koplowitz, Peter Edel und der Schriftstellerverbandspräsident Hermann Kant. Weitere IMs waren Erwin Strittmatter, Dieter Noll, Günter Görlich, Max Walter Schulz, Gisela Steineckert und weitere.
Nur kurz und widerwillig waren Christa Wolf, Heinz Kahlau und Gabriele Eckart verpflichtet, die diese Tätigkeiten bald wieder aufgaben. Abgelehnt hatten eine Mitarbeit Brigitte Reimann und Klaus Schlesinger.

### Ethnische Zugehörigkeiten
Einige Schriftsteller stammten aus jüdischen Familien, wie Stefan Heym, Jurek Becker, Wolf Biermann, Fred Wander, Jan Koplowitz.
Fred und Maxie Wander blieben die gesamte Zeit ihres Aufenthaltes in der DDR österreichische Staatsbürger. Die Kinderbuchautorin Elizabeth Shaw blieb britische (oder irische) Staatsbürgerin.
Jurij Brězan, Beno Budar, Jan Cyž, Róža Domašcyna, Benedikt Dyrlich, Alfons Frenzel, Karl Jannack, Jurij Koch, Cyril Kola, Marja Kubašec, Kito Lorenc, Trudla Malinkowa, Jan Meškank, Frido Mětšk, Marja Młynkowa, Siegfried Michalk, Józef Nowak, Angela Stachowa, Mina Witkojc und Jan Wornar waren bzw. sind sorbische Schriftsteller.